# (33031) 1997 RX
1997 RX (asteroide 33031) é um asteroide da cintura principal. Possui uma excentricidade de 0.19196910 e uma inclinação de 1.77363º.
Este asteroide foi descoberto no dia 1 de setembro de 1997 por Andrea Boattini e Maura Tombelli em San Marcello.